# Greising
Greising ist ein Gemeindeteil und eine Gemarkung der Großen Kreisstadt Deggendorf im niederbayerischen Landkreis Deggendorf.

## Lage
Greising liegt im Vorderen Bayerischen Wald etwa fünf Kilometer nordöstlich von Deggendorf und etwa drei Kilometer westlich der Rusel. 

## Geschichte
Durch Greising führte der seit dem 6. Jahrhundert entstandene Böhmweg von der Donau nach Böhmen. Greising war eine Raststätte auf diesem Weg. Der Ort gehörte zum Pfleggericht Deggendorf und in einer aus dem Jahr 1527 erhaltenen Aufgliederung zur Hauptmannschaft (später Obmannschaft) Tattenberg.
Der Maler Franz Reischl aus Deggendorf verirrte sich im Winter 1672 auf der Rückkehr von Regen nach Deggendorf mit seinem Pferd in der Nähe von Greising. Aus Dankbarkeit für seine Errettung malte er hier einen Bildstock mit dem Abbild Marias, woraus sich eine Marienwallfahrt entwickelte. 1674 wurde um die schlichte Bildsäule eine Holzkapelle errichtet, auf die später ein gemauerter Bau folgte. Im Jahre 1692 wurde, sehr wahrscheinlich durch den Deggendorfer Stadtbaumeister Ulrich Stöckl, eine Kirche erbaut, die von Deggendorf aus betreut wurde.
Die 1817 fertiggestellte Ruselstraße berührte den Ort nicht mehr. 1818 wurde Greising, hervorgehend aus dem gleichnamigen Steuerdistrikt, eine politische Gemeinde. Sie umfasste 35 Familien, die auf zwei Dörfer, einen Weiler und sechs Einöden verteilt waren. 1826 stellte das Landgericht Deggendorf den Antrag, den zur Gemeinde Urlading gehörenden Weiler Rusel mit der Gemeinde Greising zu vereinigen, was jedoch abgelehnt wurde.
Der Schriftsteller und Heimatforscher Max Peinkofer war nach dem Ersten Weltkrieg bis 1923 Lehrer in Greising. Über seinen Aufenthalt schreibt er in dem Bericht Geschichten und Sagen aus dem Ruselgebirge in seinem Heimatbuch Der Brunnkorb: 
„Hier habe ich ein paar unvergeßliche Jahre als Waldschulmeister verlebt und ließ mir am Sonntag, wenn wir im schönen und weltfernen Berg- und Mariendörfl Greising beim Bierkrug saßen, von den Alten vom Berge die ererbten Geschichten und Mären der Bergheimat erzählen.“
So entstand seine ebenfalls im Brunnkorb enthaltene Erzählung Die Wirtsdirn von Greising. Im Mittelpunkt dieser Volkssage steht eine Wirtsdirn, welche die gefürchteten Panduren überlistet.
1924 wurde die Expositur Greising errichtet und ein Friedhof angelegt. Mit Wirkung vom 1. Juli 1964 wurde der gemeindefreie Forstbezirk Winterleite (Ruselerhäng) im Osten in die Gemeinde Greising eingemeindet und in die Gemarkung Greising eingegliedert. Am 1. Januar 1972 kam im Rahmen der Gebietsreform Greising zur Gemeinde Mietraching, die am 1. Januar 1974 im Zuge der Eingemeindung mit Greising zur Stadt Deggendorf gelangte.
Bei Greising liegt das Skigebiet Deggendorf-Greising.

## Sehenswürdigkeiten
- Expositurkirche Unsere Liebe Frau auf dem Berge Karmel. Die einschiffige Barockkirche wurde 1692 erbaut und 1724 erweitert. Das Gnadenbild ist eine Kopie des Passauer Mariahilf-Bildes. Im Inneren befinden sich Votivbilder vom Ende des 17. bis zum 19. Jahrhundert.
- Wallfahrtskapelle mit Holzfiguren St. Barbara und St. Katharina (um 1500) und Votivbildern

## Vereine
- Freiwillige Feuerwehr Greising
- Eisstockverein Greising
- Krieger- und Soldatenverein Greising
- SV Fröhliche Bergler Greising e.V.